# Carne separata meccanicamente
La carne separata meccanicamente (CSM) o carne recuperata meccanicamente (CRM) è ottenuta rimuovendo i residui di carne dalle ossa (in particolare di suino) o dalle carcasse di pollame (pollo e tacchino) usando mezzi fisici, che portano quindi alla perdita o alla modifica della struttura fibrosa del muscolo una volta rimossi i tagli più pregiati (Regolamento CE N. 853/2004).

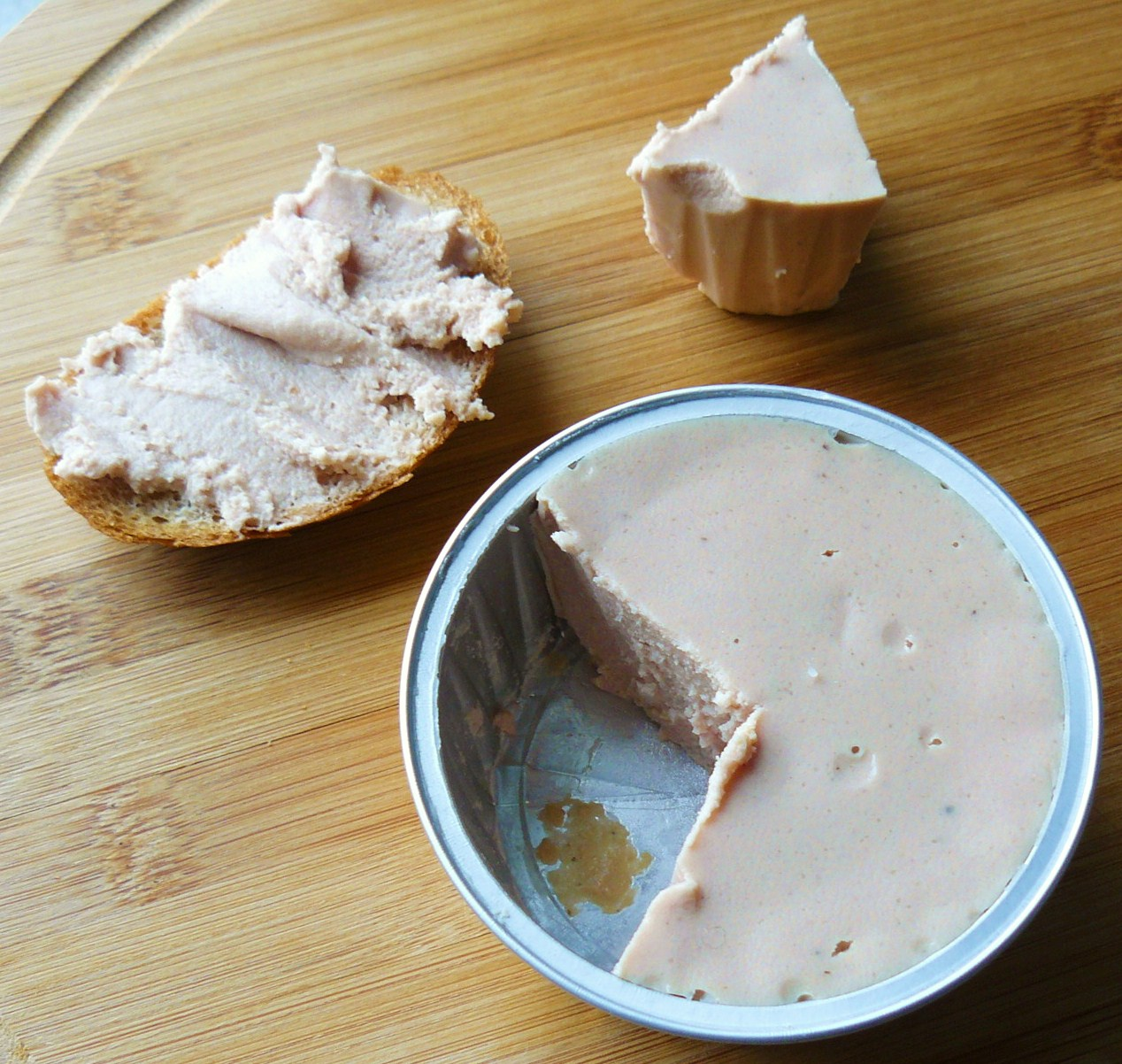
Paté di carne separata meccanicamente (CSM).

In tutta l'Unione europea è obbligatorio indicarla in etichetta. Nel Regno Unito i controlli sono particolarmente stringenti e la Food Standards Agency ha chiesto un'audizione al governo sui rischi della CSM che ha introdotto in seguito una moratoria per vietare la CSM derivata da crani di bovino entro l'aprile del 2012 (per il rischio di Encefalopatia spongiforme bovina) e per l'utilizzo di nuove etichette nella CSM derivata da pollame. Sempre nel 2012 la Commissione europea tramite le indagini del Food Veterinary Office britannico ha ufficialmente considerato la desinewed meat (DSM) uguale alla CSM e non più in una categoria a parte, invece negli Stati Uniti non è previsto alcun tipo di etichettatura e le stime parlano del 50-70% di carne prodotta in questo modo.

## Metodo di produzione
La separazione avviene secondo due diverse tecniche ad alta o a bassa pressione che danno luogo a prodotti molto diversi riguardo all'aspetto visivo, istologico, alla contaminazione microbiologica e ai parametri di qualità, vengono tutte ottenute con macchine separatrici che utilizzano presse continue o discontinue; la carne ottenuta a bassa pressione è detta anche carne 3 mm e ha una consistenza simile alla carne macinata, mentre quella prodotta ad alta pressione è detta "pink slime"  (in it. melma rosa) a causa della perdita o della modifica della struttura muscolo-fibrosa ed è caratterizzata dalla presenza di midollo, particelle di osso e tessuto connettivo in quantità variabili in relazione alla pressione e al diametro dei fori dei setaccio utilizzati per la produzione.
Secondo l'allegato IV del regolamento (CE) N. 2074/2005 della commissione del 5 dicembre 2005, il tenore di calcio delle CSM di cui al regolamento (CE) n. 853/2004 non deve essere superiore allo 0,1 % (100 mg/ 100 g) di prodotto fresco.

## Produzione
La produzione di CSM nell'Unione europea è di circa 700.000 tonnellate annuali, con un valore compreso tra 400 e 900 milioni di euro. Il 77% della CSM prodotta è ad alta pressione, il restante 23% a bassa pressione, l'88% è di produzione avicola e il 12% suina.
Nel 2008 sono state esportate verso l'estero (soprattutto verso Russia e Ucraina) circa 108.000 tonnellate di CSM prodotte nell'Unione europea, pari al 20% della produzione interna per un valore di 83 milioni di euro.

## Utilizzi
La CSM è utilizzata per la produzione dei seguenti cibi:
- Insaccati cotti come würstel, salami e salsicce cotte.
- impanati come cotolette, cordon bleu, crocchette.
- prodotti a base di carne come polpettoni e arrotolati.
- ripieno per tortellini.

## Rischi per la salute
Secondo l'Autorità europea per la sicurezza alimentare (EFSA) i possibili rischi microbiologici sono uguali tra carne separata meccanicamente e non meccanicamente.
Nel 2010 la Commissione europea ha espresso dubbi sull'uso della CSM a causa dei possibili rischi alla salute, anche se sono stati confermati i divieti dalla produzione di CSM da bovini, ovini e caprini.
Secondo i dati rilevati nel 2012 dal Ministero della salute italiano il 12,5% dei campioni di CSM rilevati conteneva Salmonella e il 15% Escherichia coli, in entrambi i casi l'incidenza era molto più alta degli altri tipi di carne o derivati, comunque un prodotto con CSM è destinato al consumo previa cottura per eliminare la presenza dell'elemento patogeno della Salmonella.